# Lijst van beelden in Vaals
Dit is een (onvolledige) chronologische lijst van beelden in Vaals. Onder een beeld wordt hier verstaan elk driedimensionaal kunstwerk in de openbare ruimte van de Nederlandse gemeente Vaals, waarbij beeld wordt gebruikt als verzamelbegrip voor sculpturen, standbeelden, installaties, gedenktekens en overige beeldhouwwerken.
Voor een volledig overzicht van de beschikbare afbeeldingen zie de categorie Beelden in Vaals op Wikimedia Commons.
| Geplaatst | Omschrijving                                                                          | Kunstenaar             | Straat/locatie                                                          | Plaats  | Materiaal          | Afbeelding |
| --------- | ------------------------------------------------------------------------------------- | ---------------------- | ----------------------------------------------------------------------- | ------- | ------------------ | ---------- |
| 1765      | Gekroond alliantiewapen Von Clermont-Emminghaus (reliëf)                              | Joseph Moretti?        | Von Clermontplein 15, Von Clermonthuis                                  | Vaals   | hardsteen?         |            |
| 1777      | Wapenschild met putti (reliëf)                                                        | Joseph Moretti?        | Tentstraat 53-65, D'r Bau                                               | Vaals   | hardsteen?         |            |
| 1777      | Ceres (reliëf)                                                                        | Joseph Moretti?        | Tentstraat 67, Cereshoeve                                               | Vaals   | hardsteen?         |            |
| 1790      | Vaalser Obelisk, met reliëf siervaas                                                  | Joseph Moretti         | Beemderlaan / Von Clermontpark                                          | Vaals   | Naamse steen       |            |
| ca. 1855  | Reliëfs Huis Verves, o.a. nissen met Mariabeeld (gevelornamenten)                     |                        | Von Clermontplein                                                       | Vaals   |                    |            |
| 1893?     | Beeld Jezus Christus?                                                                 |                        | Kerkstraat, Sint-Pauluskerk                                             | Vaals   |                    |            |
| 1896      | Wapensteen                                                                            |                        | Rijksweg, Sint-Catharina en Luciakerk                                   | Lemiers |                    |            |
| ca. 1900? | Rijk geornamenteerde gevelbekroning met o.a. lier                                     |                        | Koperstraat 2A, vm. Kursaal                                             | Vaals   | gips?              |            |
| ca. 1900? | Vier maskerkoppen met fantasiehoofdbedekking, waarvan één met leeuw (gevelornamenten) |                        | Kerkstraat 29-31                                                        | Vaals   | gips?              |            |
| ca. 1900? | Maskerkop (gevelornament)                                                             |                        | Lindenstraat 3                                                          | Vaals   | gips?              |            |
| ca. 1900? | Antonius van Padua (heiligenbeeld)                                                    |                        | Bloemendal, park                                                        | Vaals   |                    |            |
| ca. 1900? | Mariabeeld                                                                            |                        | Bloemendalstraat, tuin Bloemendal                                       | Vaals   |                    |            |
| ca. 1900? | H. Camillus (heiligenbeeld)                                                           |                        | Vaalser Haagweg / Heuvel                                                | Vaals   |                    |            |
| ca. 1910? | Fronton met wapen van Vaals in reliëf (Sint-Adalbertus en Nederlandse leeuw)          |                        | Maastrichterlaan 27 (voormalig gemeentehuis)                            | Vaals   |                    |            |
| 1923      | Wapensteen                                                                            |                        | Abdij Sint-Benedictusberg                                               | Mamelis |                    |            |
| 1954      | Heilig Hartbeeld Lemiers                                                              | Jean Weerts            | Lemiers-Rijksweg / Klaasvelderweg                                       | Lemiers | natuursteen        |            |
| 1960      | Oorlogsmonument                                                                       | Piet Killaars          | Von Clermontplein                                                       | Vaals   | brons / travertijn |            |
| 2003      | Broncontact (reliëf)                                                                  | Anne-Marie van Rooijen | Bloemendalstraat                                                        | Vaals   | cortenstaal        |            |
| ca. 2009  | ? (kunstwerk)                                                                         |                        | Lemiers-Rijksweg / Oud Lemiers, kerk                                    | Lemiers |                    |            |
| ca. 2016  | Vogels? (gevelornament)                                                               | Jef Wishaupt           | Koningin Julianaplein                                                   | Vaals   | brons?             |            |
|           | ?                                                                                     | Jef Wishaupt           | Kasteel Vaalsbroek                                                      | Vaals   | brons?             |            |
|           | Johann Arnold von Clermont (standbeeld)                                               |                        | Bloemendalpark                                                          | Vaals   | brons              |            |
|           | Sluimer, kind uit Bronzentijd                                                         | Anneke Eussen          | Epenerbaan                                                              | Vaals   | brons              |            |
|           | Ontmoeting                                                                            |                        | rotonde Maastrichterlaan / Tyrellsestraat / Prins Willem Alexanderplein | Vaals   |                    |            |
|           | ? (kunstwerk)                                                                         |                        | rotonde Maastrichterlaan / Randweg / Lemierserberg                      | Vaals   | roestvast staal    |            |
|           | Kopersmid aan het werk (reliëf)                                                       |                        | Von Clermontplein 9 ("Koperhof")                                        | Vaals   | smeedijzer         |            |
|           | ? (kunstwerk)                                                                         |                        | Vijlenberg / Borstelkrans                                               | Vijlen  |                    |            |